# Cantonul Tarbes-1
Cantonul Tarbes-1 este un canton din arondismentul Tarbes, departamentul Hautes-Pyrénées, regiunea Midi-Pyrénées, Franța.